# Kiffian
Het Kiffian is een subneolithische cultuur die bloeide in de Sahara van ongeveer 7.700 tot 6.200 v.Chr. Dit was tijdens het Holoceen subpluviaal, een vochtige periode van de Sahara. Ze is vernoemd naar de vindplaats Adrar n'Kiffi.
Menselijke resten van deze cultuur werden in het jaar 2000 gevonden in Gobero, in de Ténéréwoestijn in Niger. 

## Cultuur
De Kiffiërs waren bekwame jagers. De ontdekking van beenderen van grote savannedieren nabij de vindplaats Gobero toont aan dat zij aan de oevers van een meer leefden, waar zij met harpoenen op enorme Nijlbaarzen jaagden. Amerikaanse archeologen vonden vishaken en harpoenen, microlieten en scherven van het zgen. golfpatroon-keramiek (Wavy Line Pottery), het oudste type keramiek in Afrika.
De Kiffiërs waren lang, tot meer dan 2 m, en opvallend robuust gebouwd. Ze zijn vergelijkbaar met de Mechta-Afalou-mensen uit de Noord-Afrikaanse Ibéromaurusien en Capsienculturen en verwante vondsten uit Mali en Mauritanië. 
Er zijn geen sporen van de Kiffiancultuur later dan 6.200 v.Chr. gevonden. De daaropvolgende duizend jaar ging de Sahara door een droge periode. Hierna werd het gebied door een andere cultuur, de Teneriërs, gekoloniseerd.